# Paul Goldstein
Pour les articles homonymes, voir Goldstein.
Paul Goldstein, né le 4 août 1976 à Washington, est un joueur américain de tennis, professionnel de 1998 à 2007.

## Palmarès

### Finales en double (5)
| No | Date       | Nom et lieu du tournoi                    | Catégorie   | Dotation  | Surface    | Vainqueurs                        | Partenaire      | Score             |          |
| -- | ---------- | ----------------------------------------- | ----------- | --------- | ---------- | --------------------------------- | --------------- | ----------------- | -------- |
| 1  | 20-11-2000 | The Samsung Open Brighton                 | Int' Series | 375 000 $ | Dur (int.) | Michael Hill Jeff Tarango         | Jim Thomas      | 6-3, 7-5          |          |
| 2  | 10-02-2003 | Siebel Open San José                      | Int' Series | 355 000 $ | Dur (int.) | Lee Hyung-taik Vladimir Voltchkov | Robert Kendrick | 7-5, 4-6, 6-3     | Parcours |
| 3  | 13-02-2006 | SAP Open San José                         | Int' Series | 355 000 $ | Dur (int.) | John McEnroe Jonas Björkman       | Jim Thomas      | 7-62, 4-6, [10-7] | Parcours |
| 4  | 17-07-2006 | RCA Championships Indianapolis            | Int' Series | 575 000 $ | Dur (ext.) | Bobby Reynolds Andy Roddick       | Jim Thomas      | 6-4, 6-4          | Parcours |
| 5  | 02-10-2006 | AIG Japan Open Tennis Championships Tokyo | Series Gold | 665 000 $ | Dur (ext.) | Ashley Fisher Tripp Phillips      | Jim Thomas      | 6-2, 7-5          | Parcours |

## Parcours dans les tournois duGrand Chelem

### En simple
| Année | Open d'Australie | Open d'Australie | Internationaux de France | Internationaux de France | Wimbledon       | Wimbledon     | US Open         | US Open       |
| ----- | ---------------- | ---------------- | ------------------------ | ------------------------ | --------------- | ------------- | --------------- | ------------- |
| 1993  | —                | —                | —                        | —                        | —               | —             | 1er tour (1/64) | K. Braasch    |
| 1994  | —                | —                | —                        | —                        | —               | —             | 1er tour (1/64) | R. Agenor     |
| 1995  | —                | —                | —                        | —                        | —               | —             | —               | —             |
| 1996  | —                | —                | —                        | —                        | —               | —             | —               | —             |
| 1997  | —                | —                | —                        | —                        | —               | —             | —               | —             |
| 1998  | —                | —                | —                        | —                        | —               | —             | 2e tour (1/32)  | P. Sampras    |
| 1999  | 3e tour (1/16)   | A. Pavel         | —                        | —                        | 3e tour (1/16)  | D. Nestor     | 2e tour (1/32)  | J. Krošlák    |
| 2000  | 1er tour (1/64)  | L. Hewitt        | 2e tour (1/32)           | M. Philippoussis         | 3e tour (1/16)  | J.-M. Gambill | 1er tour (1/64) | M. Norman     |
| 2001  | 2e tour (1/32)   | A. Agassi        | 1er tour (1/64)          | S. Schalken              | —               | —             | —               | —             |
| 2002  | —                | —                | —                        | —                        | —               | —             | —               | —             |
| 2003  | —                | —                | —                        | —                        | —               | —             | —               | —             |
| 2004  | —                | —                | —                        | —                        | —               | —             | 2e tour (1/32)  | P. Srichaphan |
| 2005  | —                | —                | —                        | —                        | 1er tour (1/64) | O. Rochus     | 1er tour (1/64) | G. Kuerten    |
| 2006  | 2e tour (1/32)   | T. Haas          | 1er tour (1/64)          | M. Vassallo              | 1er tour (1/64) | N. Djokovic   | 2e tour (1/32)  | R. Ginepri    |
| 2007  | 1er tour (1/64)  | J. Nieminen      | —                        | —                        | —               | —             | 1er tour (1/64) | S. Grosjean   |

N.B. : à droite du résultat se trouve le nom de l'ultime adversaire.

### En double
| Année | Open d'Australie                 | Open d'Australie       | Internationaux de France  | Internationaux de France | Wimbledon                 | Wimbledon             | US Open                      | US Open                  |
| ----- | -------------------------------- | ---------------------- | ------------------------- | ------------------------ | ------------------------- | --------------------- | ---------------------------- | ------------------------ |
| 1994  | —                                | —                      | —                         | —                        | —                         | —                     | 1er tour (1/32) S. Humphries | J. Eltingh P. Haarhuis   |
| 1995  | —                                | —                      | —                         | —                        | —                         | —                     | —                            | —                        |
| 1996  | —                                | —                      | —                         | —                        | —                         | —                     | —                            | —                        |
| 1997  | —                                | —                      | —                         | —                        | —                         | —                     | —                            | —                        |
| 1998  | —                                | —                      | —                         | —                        | —                         | —                     | 1er tour (1/32) G. Grant     | D. Macpherson D. Wheaton |
| 1999  | —                                | —                      | 2e tour (1/16) B. Coupe   | J. Novák D. Rikl         | 1er tour (1/32) D. Roditi | L. Bale G. Stafford   | 1er tour (1/32) C. Woodruff  | N. Godwin M. Ondruska    |
| 2000  | 1er tour (1/32) M. Sprengelmeyer | M. Damm M. Mirnyi      | 1er tour (1/32) J. Stark  | J. Boutter F. Santoro    | 2e tour (1/16) J. Waite   | P. Haarhuis S. Stolle | 2e tour (1/16) C. Woodruff   | N. Kulti M. Tillström    |
| 2001  | 1er tour (1/32) C. Woodruff      | J.-M. Gambill J. Stark | 1er tour (1/32) J. Thomas | J. Knowle L. Manta       | —                         | —                     | 1er tour (1/32) T. Dent      | T. Cibulec L. Friedl     |
| 2002  | —                                | —                      | —                         | —                        | —                         | —                     | —                            | —                        |
| 2003  | —                                | —                      | —                         | —                        | —                         | —                     | —                            | —                        |
| 2004  | —                                | —                      | —                         | —                        | —                         | —                     | —                            | —                        |
| 2005  | —                                | —                      | —                         | —                        | —                         | —                     | 1/2 finale J. Thomas         | B. Bryan M. Bryan        |
| 2006  | 1er tour (1/32) J. Thomas        | C. Ball A. Coelho      | —                         | —                        | 1er tour (1/32) J. Thomas | Y. Allegro K. Vliegen | 1/4 de finale J. Thomas      | A. Fisher T. Phillips    |
| 2007  | 1er tour (1/32) J. Thomas        | A. Martín P. Starace   | —                         | —                        | —                         | —                     | 1er tour (1/32) J. Thomas    | P. Cuevas W. Eschauer    |

N.B. : le nom du ou de la partenaire se trouve sous le résultat ; le nom des ultimes adversaires se trouve à droite.

### En double mixte
| Année | Open d'Australie | Open d'Australie | Internationaux de France | Internationaux de France | Wimbledon | Wimbledon | US Open                       | US Open              |
| ----- | ---------------- | ---------------- | ------------------------ | ------------------------ | --------- | --------- | ----------------------------- | -------------------- |
| 2001  |                  |                  |                          |                          |           |           | 1er tour (1/16) K. Schlukebir | A. Sánchez J. Palmer |

N.B. : le nom du ou de la partenaire se trouve sous le résultat ; le nom des ultimes adversaires se trouve à droite.